# Rezolucija Vijeća sigurnosti UN-a 757
Rezolucija 757 Vijeća sigurnosti Ujedinjenih naroda usvojena je 30. svibnja 1992. godine. Nakon ponovnog potvrđivanja rezolucija 713 (1991.), 721 (1991.), 724 (1991.), 727 (1992.), 740 (1992.), 743 (1992.), 749 (1992.) i 752 (1992.), Vijeće je osudilo neuspjeh vlasti u Saveznoj Republici Jugoslaviji (Srbija i Crna Gora) da provede Rezoluciju 752.
Nakon zahtjeva Hrvatskoj vojsci da poštuje članak 4. Rezolucije 752 (u kojem je zahtijevano da se jedinice JNA i dijelovi Hrvatske vojske povuku ili stave pod vlast Vlade BiH), Vijeće je navelo da se sve države trebaju pridržavati sljedećih pravila, do provedbe Rezolucije 752. Zahtijevalo je da sve države članice:
(a) spriječe uvoz svih proizvoda i robe iz Jugoslavije ili bilo kakve aktivnosti svojih državljana za promicanje takvog izvoza;
(b) spriječe prodaju svih proizvoda i robe Jugoslaviji, osim za humanitarne potrebe ;
(c) ne stavljaju Jugoslaviji na raspolaganje nikakve komercijalne, industrijske ili javne usluge, sredstva ili financijska sredstva;
(d) uskrate dopuštenje zrakoplovu za polijetanje, slijetanje ili prelet njihovog teritorija ako mu je određeno da sleti ili je stigao iz Jugoslavije, osim iz humanitarnih razloga;
(e) zabrane servisiranje održavanja ili inženjering zrakoplova u ili kojima upravlja Jugoslavija;
(f) smanje broj diplomatskog i konzularnog osoblja u Jugoslaviji;
(g) spriječe sudjelovanje osoba i timova koji predstavljaju Jugoslaviju na sportskim priredbama koje se održavaju na njihovom teritoriju;
(h) obustave znanstvene, tehničke i kulturne razmjene i posjete.
Vijeće je nadalje odlučilo da se sankcije ne bi trebale odnositi na Zaštitne snage Ujedinjenih naroda, Konferenciju o Jugoslaviji ili Promatračku misiju Europske zajednice. Također je pozvalo na uspostavu sigurnosne zone u Sarajevu i njegovoj zračnoj luci, nadalje pozivajući povjerenstvo Vijeća sigurnosti uspostavljeno Rezolucijom 724 da treba nadzirati embargo na oružje, te da će Vijeće kao cjelina držati situaciju pod nadzorom.
Rezolucija 757 usvojena je s 13 glasova za, niti jednim protiv, uz dva suzdržana glasa: Kine i Zimbabvea.

## Sportske sankcije
Nogometna reprezentacija Jugoslavije pobijedila je u kvalifikacijskoj skupini 4 za finale Eura 1992. u lipnju, ali je diskvalificirana pod sankcijama UN-a; drugoplasirana Danska u skupini 4 zamijenila je Jugoslaviju u finalu i kasnije postala prvak Europe. Također im je zabranjeno sudjelovanje na Svjetskom prvenstvu 1994. i Euru 1996. godine.
Rezolucija je uslijedila neposredno prije početka Ljetnih olimpijskih igara 1992., a Međunarodni olimpijski odbor postigao je kompromis s UN-om prema kojem Jugoslavenski olimpijski odbor nije pozvan na igre, ali je jugoslavenskim sportašima dopušteno natjecanje pod oznakom Nezavisni olimpijski sudionici, a isto tako na Ljetnim paraolimpijskim igrama 1992. kao nezavisni paraolimpijski sudionici.

## Vanjske poveznice
- (engl.) Text of the Resolution at undocs.org